# Six Pack (EP)
Six Pack es el tercer EP de la banda estadounidense de hardcore punk Black Flag. Este fue lanzado en junio de 1981 por la discográfica SST Records en vinilos de 7", 10", y 12".

## Lista de canciones
| Side A |            |              |          |  |
| N.º    | Título     | Escritor(es) | Duración |  |
| 1.     | «Six Pack» | Greg Ginn    | 2:18     |  |

| Side B |                        |                      |          |  |
| N.º    | Título                 | Escritor(es)         | Duración |  |
| 1.     | «I've Heard It Before» | Chuck Dukowski, Ginn | 1:38     |  |
| 2.     | «American Waste»       | Dukowski             | 1:30     |  |

## Créditos

### Banda
- Dez Cadena – voz, guitarra rítmica
- Greg Ginn – guitarra líder
- Chuck Dukowski – bajo
- Robo – batería

### Producción
- Geza X – productor, ingeniero de grabación, ingeniero de mezcla.
- Spot – productor.
- Raymond Pettibon – arte.